# Григорян, Арам Варданович
Арам Варданович Григорян (арм. Արամ Վարդանի Գրիգորյան, 26 июня 1954, Ереван) — армянский дипломат. В разное являлся послом Армении в Туркменистане и Таджикистане, ныне генеральный консул Армении в Батуми. Владеет армянским, русским, английским, турецким и грузинским языками.

## Биография
- 1961−1971 — ереванская школа №19 им. Крупской.
- 1971−1976 — студент турецкого отделения факультета Востоковедения Ереванского государственного университета.
- 1976−1979 — аспирант московского Института стран Азии и Африки.
- С мая по октябрь 1980 года — инокорректор Пресс-центра Олимпийских игр 1980.
- 1981−1985 — младший научный сотрудник Центрального музея революции СССР.
- 1985−1986 — заведующий отделом русско-армянской дружбы Государственного музея Этнографии Армении.
- 1986−1988 — директор Культурного центра в Постоянном представительстве Совета Министров Армянской ССР.
- 1988−1989 — старший редактор студии документальных фильмов «Айк».
- 1989−1992 — главный редактор в студии документальных фильмов «Гителик».
- 1992−1993 — третий секретарь Управления стран-членов СНГ МИД Армении.
- 1993−1994 — первый секретарь посольства Армении в Казахстане.
- 1994−1996 — временный поверенный в делах Армении в Туркменистане.
- 1996−1997 — поверенный в делах Армении в Туркменистане.
- 1997−2007 — чрезвычайный и полномочный посол Армении в Туркменистане.
- 2004−2007 — Дуайен дипломатического корпуса Армении в Туркменистане.
- 2000−2007 — чрезвычайный и полномочный посол Армении в Таджикистане по совместительству (с резиденцией в Ашхабаде).
- 2008−2010 — советник, затем начальник управления стран-членов СНГ МИД Армении.
- 2010−2012 — советник аппарата МИД Армении.
- С октября 2012 — генеральный консул Армении в г. Батуми.

Женат, имеет трёх дочерей.